# Polycerella emertoni
Polycerella emertoni är en snäckart som beskrevs av Addison Emery Verrill 1881. Polycerella emertoni ingår i släktet Polycerella och familjen Polyceridae. Inga underarter finns listade i Catalogue of Life.